# Костел Святої Трійці (Краків)

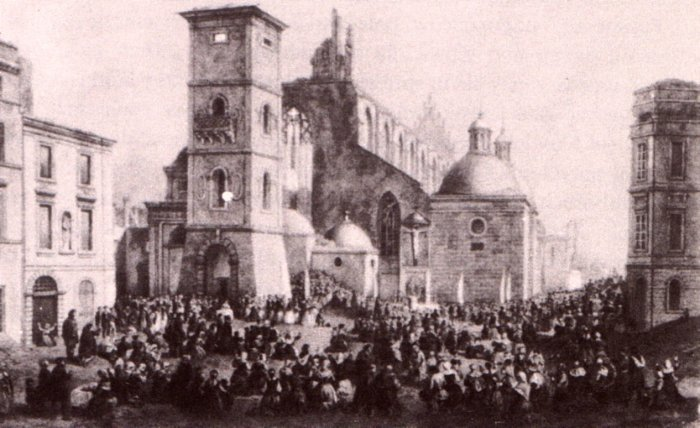
Відправа біля руїн храму

Базиліка Святої Трійці, давніше костел домініканців — культова (сакральна) споруда в місті Краків, дільниця Старе Місто.

## З історії
Костел Святої Трійці, який зберігся досі, почали будувати перед серединою XIII ст.

### Каплиці храму
- Збавителя (Орликівська), фундатор — Станіслав Орлик[3]
- святої Ружі Ліманської (Любомирських)
- святого Томаша
- святого Йосипа
- святого Домініка
- святої Катажини Сененської
- каплиця князів Збаразьких (арх. Маттео Кастеллі виконав якісь роботи[4])

### Усипальниця
Поховані, зокрема:
- Яцек Одровонж
- Дмитро Юрій Вишневецький
- Ян «Вонтробка» Стшелецький
- Станіслав Войцех Потоцький

Перепоховані:
- Софія Теофіла Даниловичівна
- Марек Собеський